# Пай-Таун (Нью-Мексико)
Пай-Таун (англ. Pie Town) — переписна місцевість (CDP) в США, в окрузі Катрон штату Нью-Мексико. Населення — 166 осіб (2020).

## Географія
Пай-Таун розташований за координатами 34°20′25″ пн. ш. 108°10′36″ зх. д. / 34.34028° пн. ш. 108.17667° зх. д. (34.340390, -108.176537).  За даними Бюро перепису населення США в 2010 році переписна місцевість мала площу 148,43 км², з яких 148,33 км² — суходіл та 0,10 км² — водойми.

## Демографія
Згідно з переписом 2010 року, у переписній місцевості мешкало 186 осіб у 101 домогосподарстві у складі 61 родини. Густота населення становила 1 особа/км².  Було 179 помешкань (1/км²).
Расовий склад населення:
| - 87,1 % — білих - 5,4 % — корінних американців - 1,6 % — чорних або афроамериканців - 2,7 % — осіб інших рас |

До двох чи більше рас належало 3,2 %. Частка іспаномовних становила 11,3 % від усіх жителів.
За віковим діапазоном населення розподілялося таким чином: 8,1 % — особи молодші 18 років, 58,0 % — особи у віці 18—64 років, 33,9 % — особи у віці 65 років та старші. Медіана віку мешканця становила 59,8 року. На 100 осіб жіночої статі у переписній місцевості припадало 121,4 чоловіків;  на 100 жінок у віці від 18 років та старших — 116,5 чоловіків також старших 18 років.
Цивільне працевлаштоване населення становило 54 особи. Основні галузі зайнятості: будівництво — 61,1 %, транспорт — 38,9 %.